# Narty-Piaski
Narty-Piaski – wieś w Polsce, położona w województwie kujawsko-pomorskim, w powiecie włocławskim, w gminie Lubień Kujawski.
W latach 1975–1998 Narty-Piaski administracyjnie należały do województwa włocławskiego.
Przed 2023 r. miejscowość była częścią wsi Kamienna.